# Antonio Varriale
Antonio Varriale (Napels, 1 maart 1974) is een Italiaans voormalig professioneel wielrenner.
In 2002 werd Varriale betrapt op de verkoop van doping, een jaar eerder werd er al cafeïne bij de renner gevonden, maar toen werd hij vrijgesproken. Ditmaal werd hem verplicht huisarrest opgelegd en zette zijn ploeg, Panaria, hem op non-actief. Dit betekende het einde van zijn professionele carrière.

## Belangrijkste overwinningen
1999
- Trofeo Internazionale Bastianelli

## Grote rondes
| Jaar | Ronde van Italië | Ronde van Frankrijk | Ronde van Spanje |
| ---- | ---------------- | ------------------- | ---------------- |
| 2000 | opgave           |                     |                  |
| 2001 | 86e              |                     | opgave           |
| 2002 |                  |                     |                  |